# Bikimel
Vicky de Clascà conocida musicalmente como Bikimel  (Barcelona, 1976) es una cantautora española de folk-rock catalán.

## Trayectoria
La obra de Bikimel se enmarca en el folk catalán con influencias que van de la música tradicional al folk inglés o de la americana de Lucinda Williams especialmente presente en su segundo trabajo, Farrera Can-sons D.O.
Grabó su primer disco, Stat Jònic en 2010 y en 2011 ganó una beca del Centre de Arte y Naturaleza de Farrera donde se gestó su segundo trabajo. Presentado en junio de 2013 fue gestado en Farrera (Coma de Burg), donde Vicky llegó gracias a una beca del "Centre d'Art i Natura, CAN" durante 2011. En esta obra conceptual se dedicó a componer canciones e investigar los sonidos del valle para incorporarlos a su música con el objetivo de reencontrar los orígenes en la naturaleza y el mundo rural.  
Entre las composiciones hay piezas medievales como “Confessions de Sta. Eulàlia”, acompañada por el músico Roger Mas, leyendas locales como “Minairons”, o canciones más folkies inspiradas en la vida del bosque como “Crying Creatures”, “Farrera” o “Nen del bosc”. El video de “Farrera”, se grabó en el mismo entorno donde fue compuesto el disco, y rodeada de la misma gente del pueblo. Entre sus influencias están también Bonnie Raitt, que según ella, le "enseñó a cantar y a entender el blues". Según Roger Mas, Bikimel canta "para transformar el estado del alma".

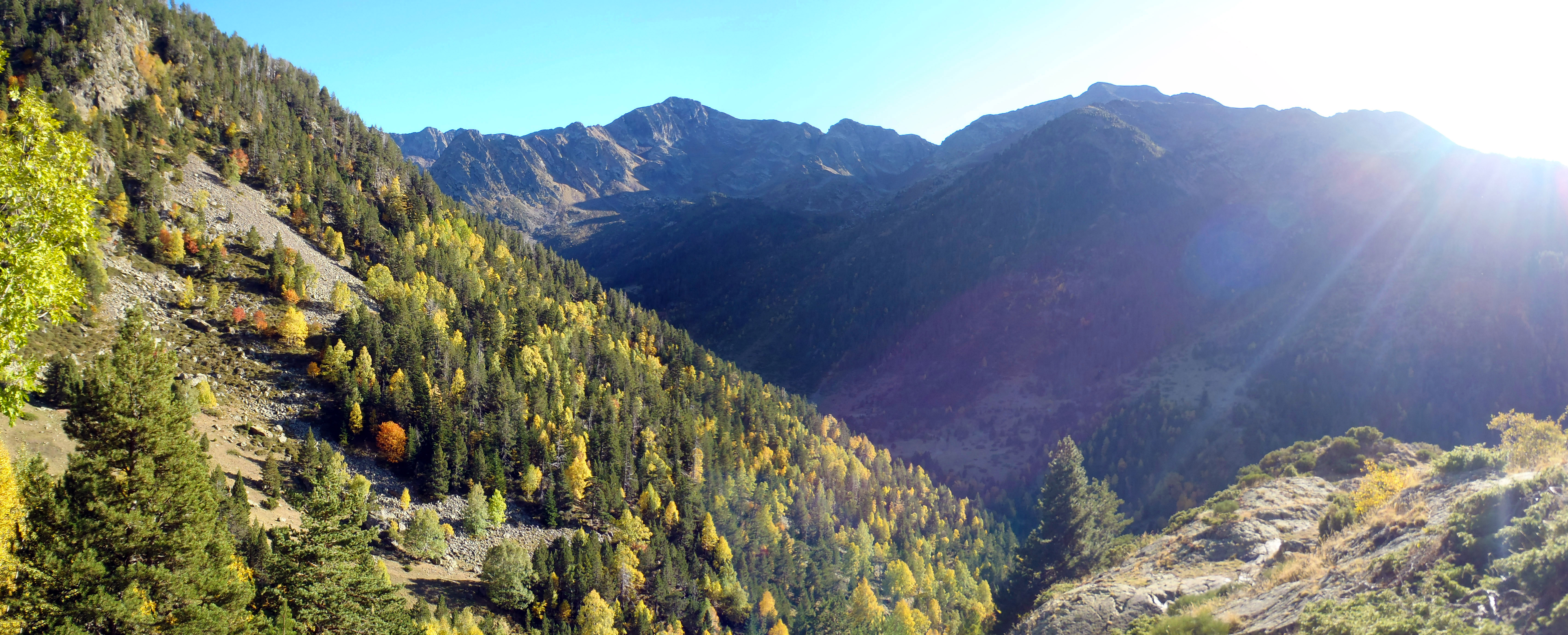
Vall Ferrera donde Bikimel creó su segundo trabajo: Farrera Can-sons D.O

En junio de 2013 actuó en el Concierto por la Libertad junto con Beth y Ivette Nadal.
El 24 de septiembre de 2014 participó en el Piromusical de la Merced interpretando una moderna versión de La santa espina en el espectáculo pirotécnico El sueño de un gigante.
En 2015 presentó su tercer álbum de estudio, Morir d'un Llamp. producido por el compositor Luc Suárez y el guitarrista David Soler grabado en el estudio La Casa Murada, carismáticos estudios ubicados en una masía en Banyeres del Penedès.
En 2017 participa en la tercera edición de El Born de cançons, que dedica esta edición al "talento femenino" para visibilizar a las mujeres artistas. Durante la presentación del festival, Bikimel señaló la necesidad de avanzar en la normalización de la presencia de la mujer en la música señalando que a pesar del trabajo que se estaba llevando a cabo, eran cuatro hombres quienes estaban presentado el festival.

## Discografía
- 2010: Stat Jònic (Temps Record)
- 2013: Farrera, Can·Sons D.O. (Temps Record)
- 2015: Morir d’un llamp (Satélite K)